# Malacoceros jirkovi
Malacoceros jirkovi är en ringmaskart som beskrevs av Sirkorski 1992. Malacoceros jirkovi ingår i släktet Malacoceros och familjen Spionidae. Arten har ej påträffats i Sverige. Inga underarter finns listade i Catalogue of Life.